# Волфрамов карбид
Волфрамов карбид (WC) е химично съединение, съдържащо равни части волфрамови и въглеродни атоми. Представлява фин сив прах, като може да бъде пресован и оформен във форми чрез синтероване за използване в индустриални машини, режещи инструменти, длета, абразиви, бронебойни снаряди и бижута. Волфрамовият карбид е приблизително два пъти по-твърд от стоманата, с модул на еластичност приблизително 530 – 700 GPa,:с. 3 и е два пъти по-плътен от стоманата. Сравним е с корунда (α- Al
2O
3) по твърдост и може да се полира и завърши само чрез абразиви с превъзхождаща го твърдост като кубичен борен нитрид и диамантени изделия.

## Получаване
Волфрамовият карбид се получава чрез реакция на волфрам и въглерод при 1400 – 2000 °C. Друг начин за получаване е чрез реакция на волфрам (или волфрамов триоксид) със смес от CO и CO и H
2 при 900 – 1200 °C.
WC може също да бъде получен или чрез директно нагряване на WO 3 и графит при 900 °C, или посредством реакция с водород при 670 °C, последвана от цементация в аргонова атмосфера при 1000 °C.

## Физични свойства
Волфрамовият карбид е с точка на топене от 2870 °C. Точката му на кипене е 6000 °C, топлопроводимостта е 110 W·m−1·K−1, а коефициентът на топлинно разширение е 5,5 µm·m−1·K−1.:с. 3
Волфрамовият карбид е изключително твърд, с твърдост от около 9 – 9,5 по скалата на Моос и 2600 по скалата на Викерс. Модулът му на еластичност е 530 – 700 GPa,:с. 3 модулът на свиваемост е 379 – 381 GPa, а модулът на срязване – 274 GPa.:с. 135 Има максимална якост на опън от 344 MPa, максимална якост на натиск от около 2,7 GPa и коефициент на Поасон от 0,31.:с. 135
Скоростта на надлъжната вълна (скорост на звука) през тънък прът от волфрамов карбид е 6220 m/s.
Електрическото съпротивление на волфрамовия карбид сравнително ниско (около 0,2 µΩ·m) и е сравнимо с това на някои метали (напр. ванадий).
WC лесно се омокря от разтопен никел и кобалт. Изследването на фазовата диаграма на системата WC-Co показва, че WC и Co образуват псевдобинарна евтектика. Фазовата диаграма показва, че има така наречените η-карбиди със състав (W, Co)
6C, които могат да се образуват, и чиято крехкост определя контрола на въглеродното съдържание в WC-Co циментираните карбиди.

## Химични свойства
Има две добре характеризирани съединения на волфрама и въглерода – волфрамов карбид и волфрамов полукарбид, (W
2C). И двете съединения могат да присъстват в наслоявания, като пропорциите варират от метода на наслояване.
Друго метастабилно съединение на волфрама и въглерода може да бъде създадено чрез нагряване на волфрамов карбид до високи температури с помощта на плазма, след което следва охлаждане в инертен газ (плазмена сфероидизация). Този процес кара макрокристалните WC частици да се сфероидизират и води до нестехиометрична високотемпературна фаза WC
1-x, съществуваща в метастабилна форма при стайна температура. Фината микроструктура на тази фаза осигурява висока твърдост (2800 – 3500 HV), комбинирана с добра якост в сравнение с други смеси на волфрамовия карбид. Стабилността на съединението намалява при покачване на температурата.
При много високи температури WC се разлага до волфрам и въглерод.
Окисляването на волфрамовия карбид започва при 500 – 600 °C. Устойчив е на повечето киселини. Реагира със смес на флуороводородна киселина и азотна киселина (HF/HNO
3) над стайна температура. Реагира с флуор при стайна температура и с хлор над 400 °C. Взаимодейства с водород, само когато достигне температурата си на топене. Фин прахообразен WC се окислява лесно в разредени разтвори на водороден пероксид. При високи температури и налягания той реагира с разтвор на натриев карбонат, образувайки натриев волфрамат. Тази процедура се ползва за възстановяване на скрап от циментиран карбид заради неговата специфична избирателност.